# Weißenberg
Weißenberg, sorbisch Wósporkⓘ, ist eine Landstadt im sächsischen Landkreis Bautzen in der Oberlausitz. Die eigentliche Stadt hat etwa 1000 Einwohner, mit den umliegenden Dörfern sind es ungefähr 3000. Weißenberg zählt zum amtlichen sorbischen Siedlungsgebiet.

## Geografie
Weißenberg liegt etwa 16 km östlich der Großen Kreisstadt Bautzen nördlich des Strohmberges am Löbauer Wasser.
Die Stadt wird begrenzt von Malschwitz und Hohendubrau im Norden, Vierkirchen im Osten, Löbau im Südosten, Hochkirch im Südwesten sowie Kubschütz im Westen.

## Stadtgliederung/Ortsteile
- Belgern (sorbisch Běła Hora, das bedeutet eigentlich „Weißer Berg“), 93 Einwohner
- Cortnitz (Chortnica), 43 Einwohner
- Drehsa (Droždźij), 242 Einwohner
- Gröditz (Hrodźišćo), 245 Einwohner
- Grube (Jama), 25 Einwohner
- Kotitz (Kotecy), 184 Einwohner
- Lauske (Łusk), 141 Einwohner
- Maltitz (Malećicy) mit Wasserkretscham (Wodowa korčma), 258 Einwohner
- Nechern (Njechorń), 107 Einwohner
- Nostitz (Nosaćicy), 178 Einwohner
- Särka (Žarki), 172 Einwohner
- Spittel (Špikały), 41 Einwohner
- Weicha (Wichowy), 86 Einwohner
- Weißenberg, 939 Einwohner
- Wuischke (Wuježk), 36 Einwohner
- Wurschen (Worcyn), 300 Einwohner[3]

## Geschichte

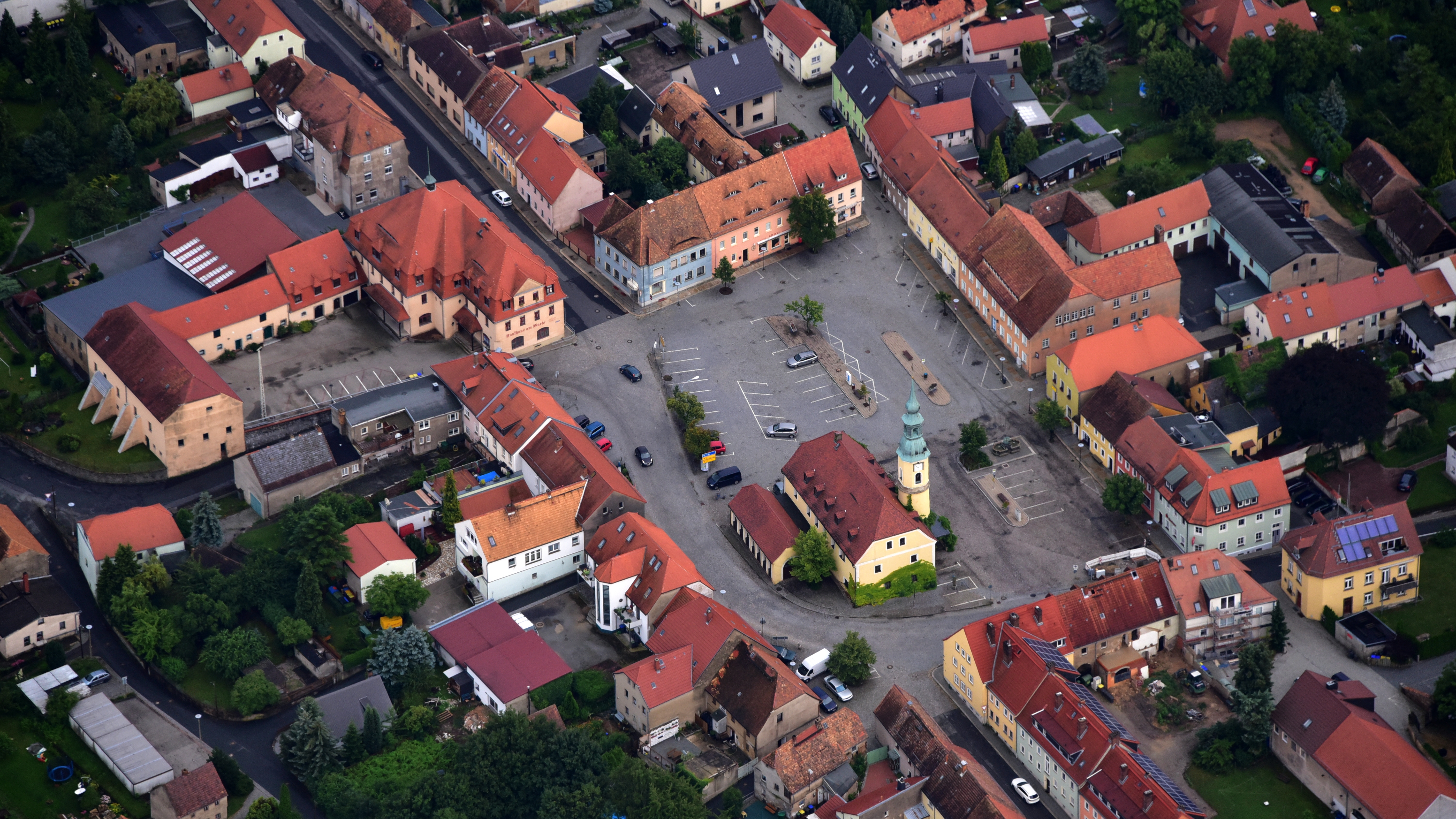
Weißenberg Zentrum, Luftaufnahme (2017)

Die Stadtgründung von Weißenberg an der Via Regia geht auf den böhmischen König Ottokar I. um 1228 zurück. Die damalige Bezeichnung war Wizenburg und verwies auf die weiße Burg des Städtchens.
Im Jahr 1625 konnte sich das Städtchen von seinem adligen Herren für 8.500 Taler freikaufen. Die Stadt musste aber noch einen ritterlichen Schutzherren annehmen.
Noch im 18. Jahrhundert wurde Weißenberg als ein größtenteils sorbisch bewohnter Marktflecken genannt, wobei alle Einwohner auch des Deutschen mächtig waren. Arnošt Muka ermittelte in den 1880er Jahren eine Einwohnerzahl von 1242, darunter waren ihm zufolge damals noch 300 Sorben (24 %). 1893 wurden die regelmäßigen sorbischen Gottesdienste in der Weißenberger Kirche abgeschafft. Ernst Tschernik zählte 1956 einen sorbischsprachigen Bevölkerungsanteil von nur noch 5,8 %, insgesamt 81 Sprecher.
Der heutige Ortsteil Wurschen ist am Triumphbogen in Paris verewigt, da die Schlacht bei Bautzen vom 20. und 21. Mai 1813 in Frankreich zuweilen Bataille de Wurschen genannt wird.
Am 17. April 1945 kam das Kampfgeschehen des Zweiten Weltkrieges erstmals nach Weißenberg, als sowjetische Artillerie den Bahnhof der Stadt unter Beschuss nahm. Am darauffolgenden Tag wurde Weißenberg von sowjetischen Truppen besetzt. Im Zuge der Schlacht um Bautzen konnte der Ort wenige Tage später noch einmal von den Deutschen zurückerobert werden.

## Politik

### Stadtrat
Nach der Stadtratswahl am 9. Juni 2024 verteilen sich die 12 Stadtratssitze wie folgt:
- Wählervereinigung Weißenberg: 5 Sitze
- Weißenberger Stadt- und Dorfgemeinschaft: 3 Sitze
- AfD: 1 Sitz
- CDU: 3 Sitze

- WV W: 5
- WSD: 3
- CDU: 3
- AfD: 1

Die AfD kann zwei Sitze nicht besetzen. Der Stadtrat verkleinert sich entsprechend.
| Liste                                    | 2024   | 2024   | 2019   | 2019   | 2014   | 2014   |
| Liste                                    | Sitze  | in %   | Sitze  | in %   | Sitze  | in %   |
| ---------------------------------------- | ------ | ------ | ------ | ------ | ------ | ------ |
| Wählervereinigung Weißenberg             | 5      | 32,0   | 5      | 33,3   | 9      | 61,8   |
| Weißenberger Stadt- und Dorfgemeinschaft | 3      | 24,6   | –      | –      | –      | –      |
| AfD                                      | 1      | 24,3   | –      | –      | –      | –      |
| CDU                                      | 3      | 16,2   | 9      | 66,7   | 5      | 31,0   |
| Linke                                    | –      | –      | –      | –      | –      | 4,4    |
| NPD                                      | –      | –      | –      | –      | –      | 2,9    |
| Wahlbeteiligung                          | 72,1 % | 72,1 % | 69,4 % | 69,4 % | 51,1 % | 51,1 % |

### Bürgermeister
Nach 32 Dienstjahren als Bürgermeister ging Michael Staude in den Ruhestand. Im Juni 2015 wurde Jürgen Arlt im zweiten Wahlgang zu seinem Nachfolger gewählt.
| Wahl | Bürgermeister  | Vorschlag | Wahlergebnis (in %) |
| ---- | -------------- | --------- | ------------------- |
| 2022 | Jürgen Arlt    | Arlt      | 58,0                |
| 2015 | Jürgen Arlt    | WV        | 42,7                |
| 2008 | Michael Staude | Staude    | 54,5                |
| 2001 | Michael Staude | Staude    | 94,8                |

### Städtepartnerschaften
Weißenberg pflegt eine Partnerschaft mit der Gemeinde Deckenpfronn im Landkreis Böblingen am Rande des Schwarzwaldes.

## Sehenswürdigkeiten
- Schloss Drehsa
- Kirche Weißenberg
- Kotitz: Evangelische Kirche mit Jan-Kilian-Denkmal
- Lauske: Schlossgarten mit Schanzenturm
- Riegelmühle in Nechern
- Kirche, Schlossruine und Rittergut in Nostitz
- Das Museum Alte Pfefferküchlerei in Weißenberg zeigt die traditionelle Pfefferkuchenherstellung
- Schloss Wurschen

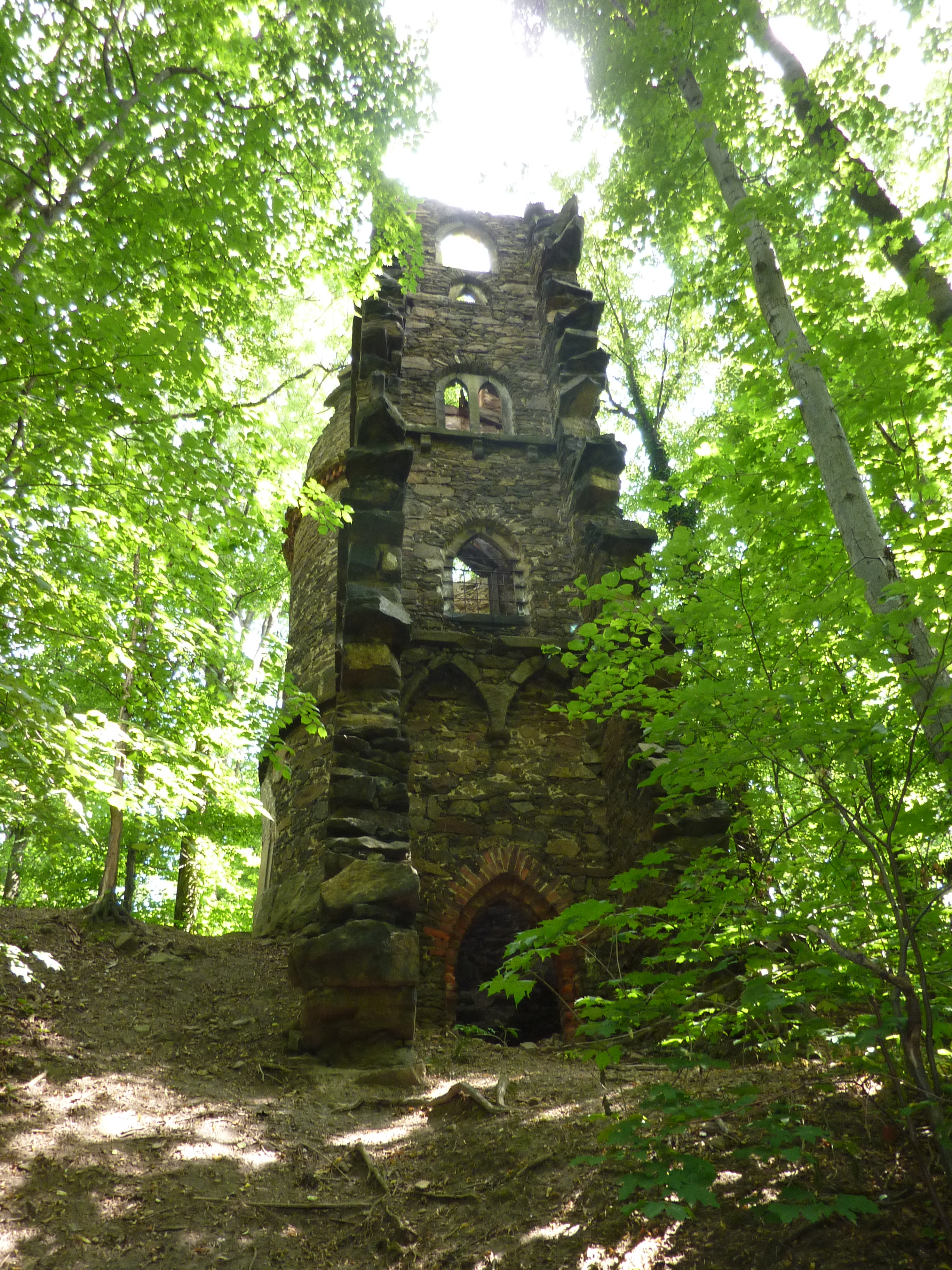
Schanzenturm in Lauske
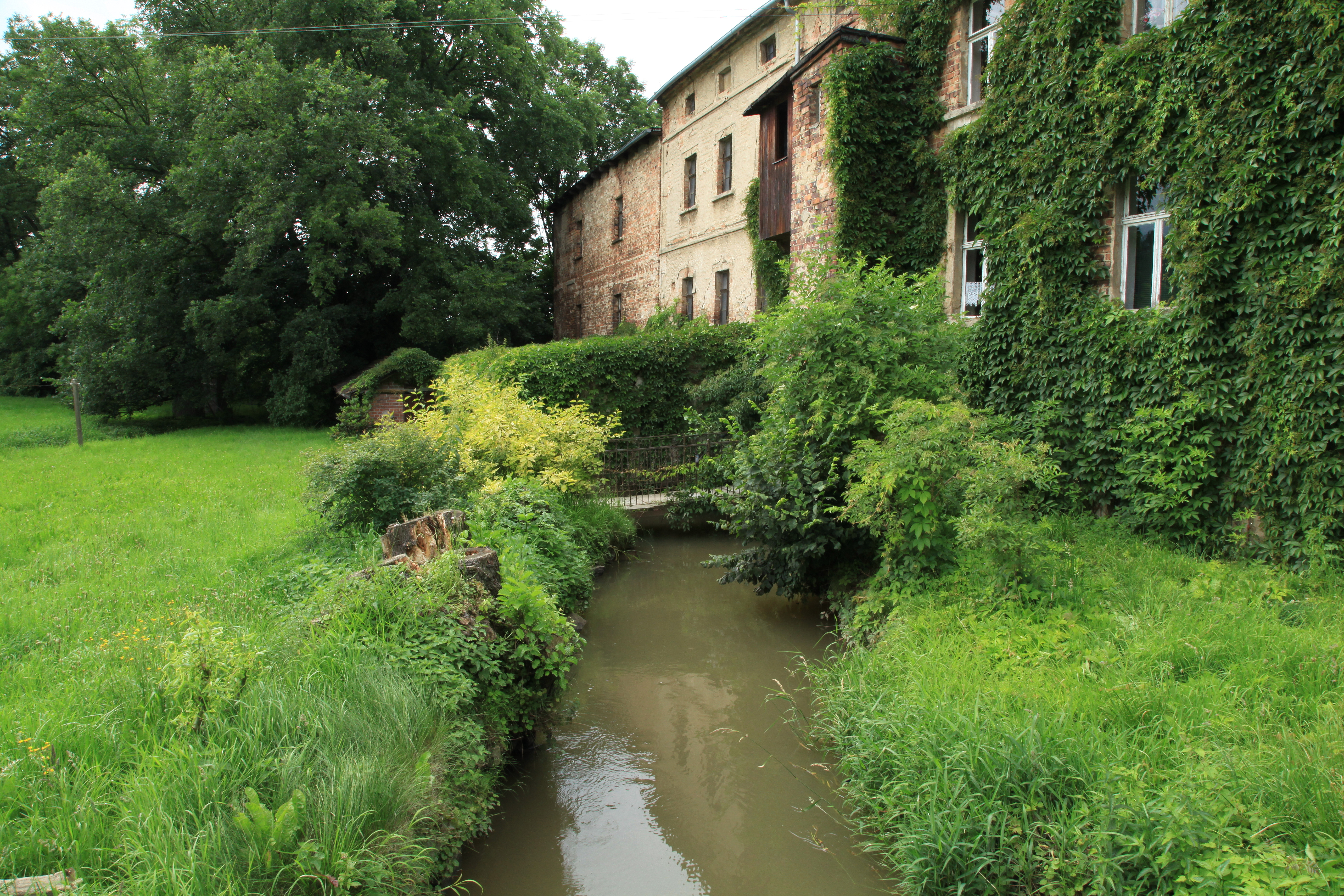
Riegelmühle in Nechern
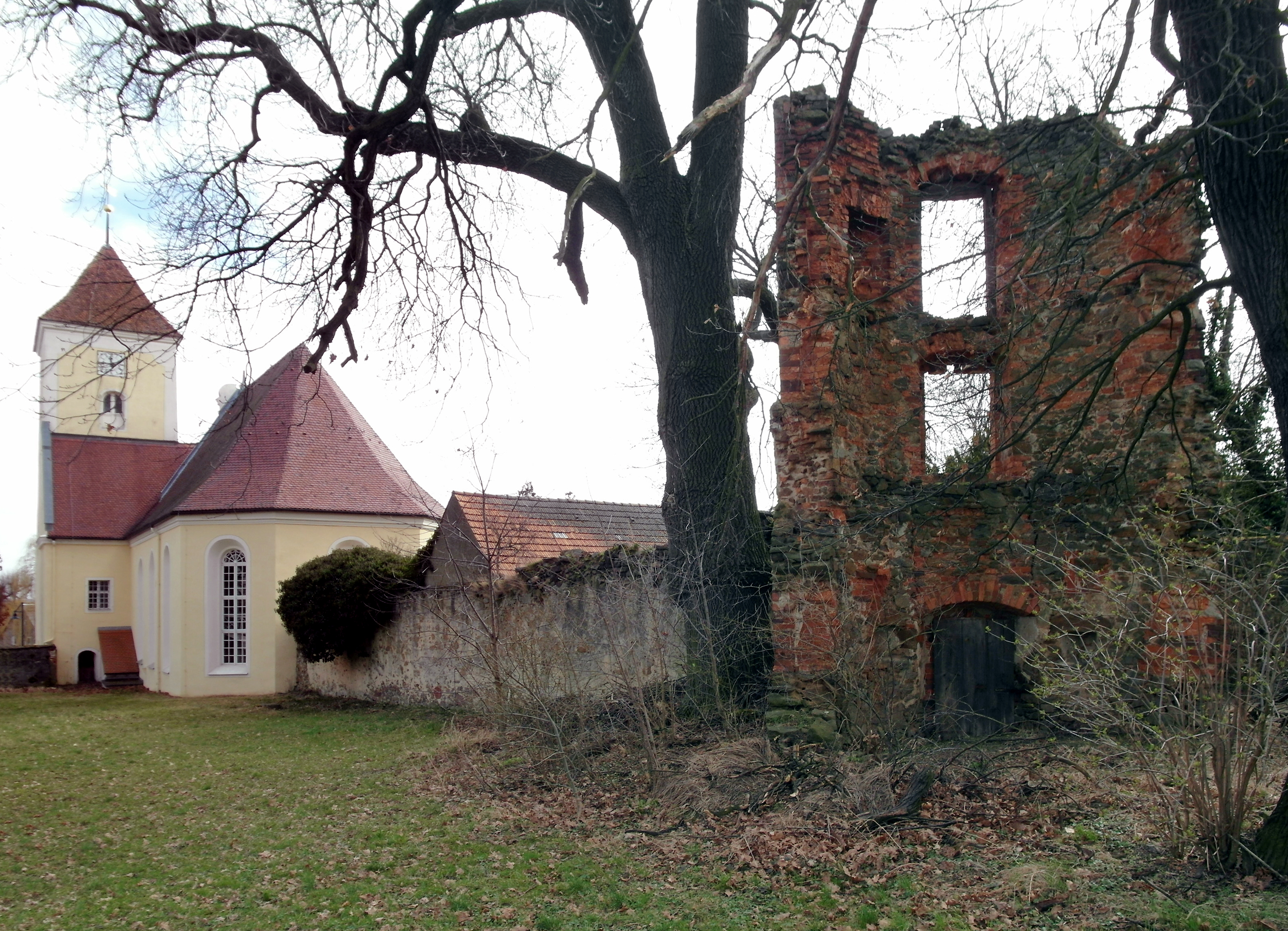
Kirche und Schlossruine in Nostitz
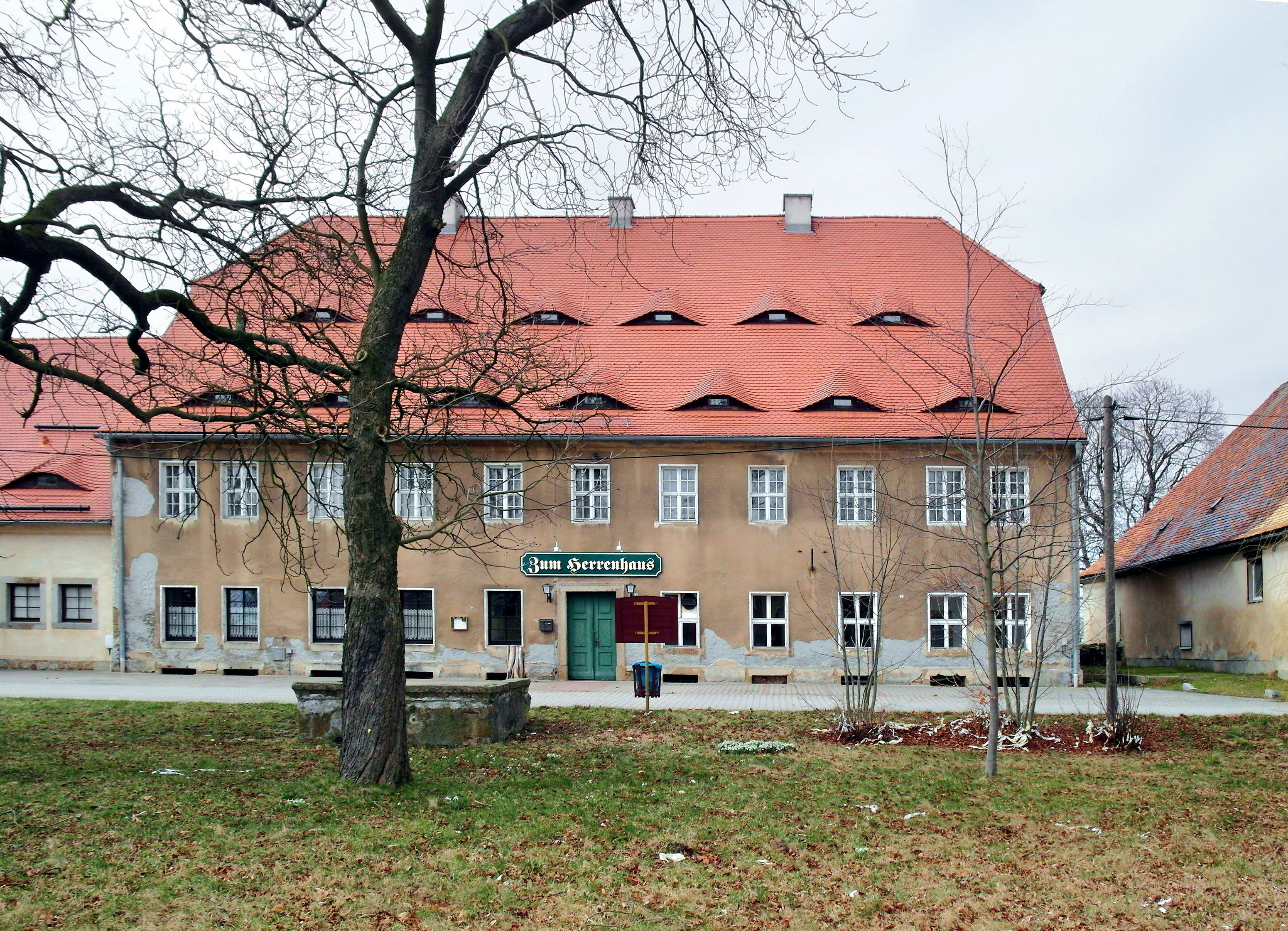
Herrenhaus des Ritterguts in Nostitz
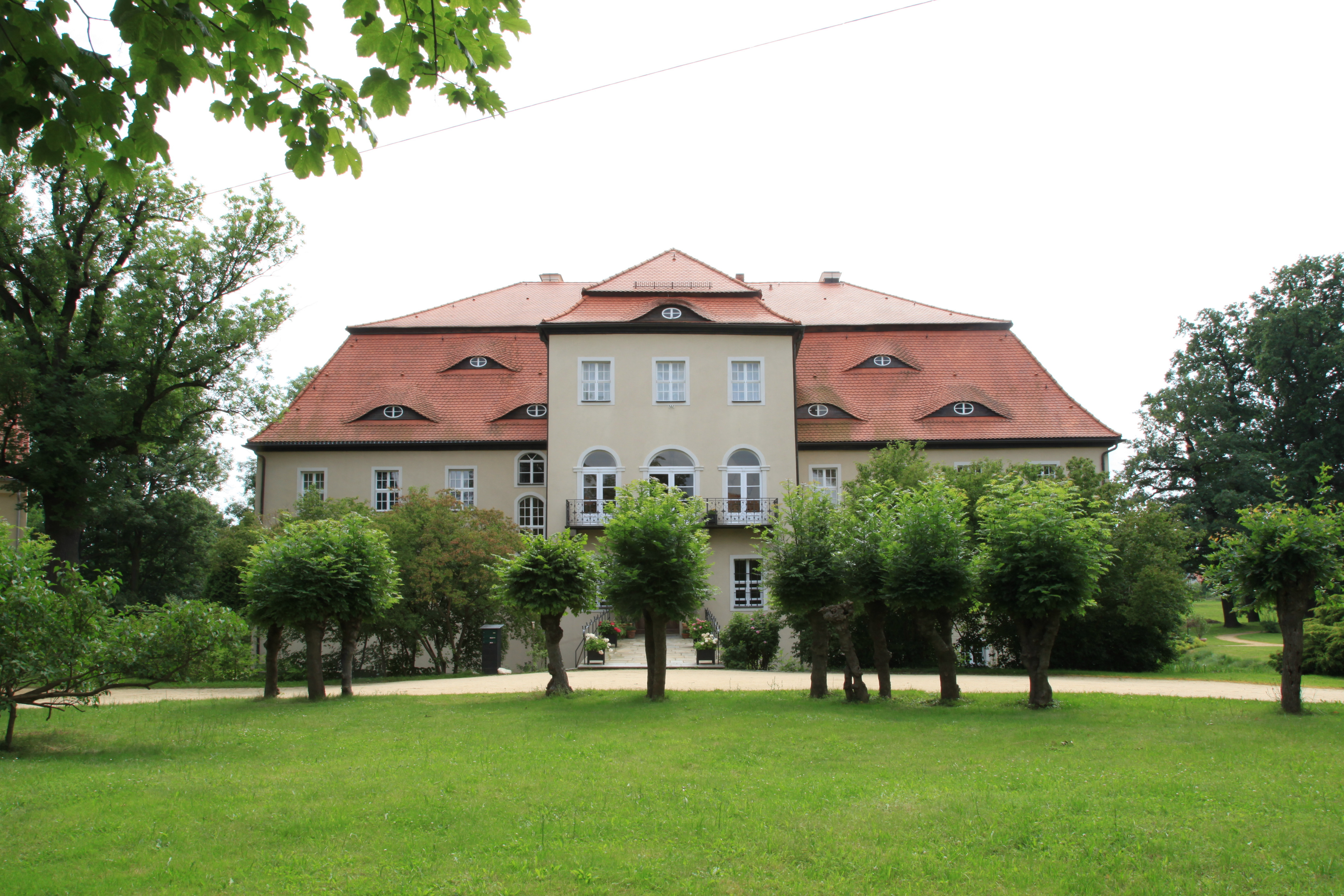
Schloss Wurschen

### Naturschutz
- Siehe auch: Liste der Naturdenkmale in Weißenberg

## Bildung
Die Gemeinde Weißenberg verfügt über eine Grundschule. Im Ort ist außerdem eine Freie Oberschule ansässig.

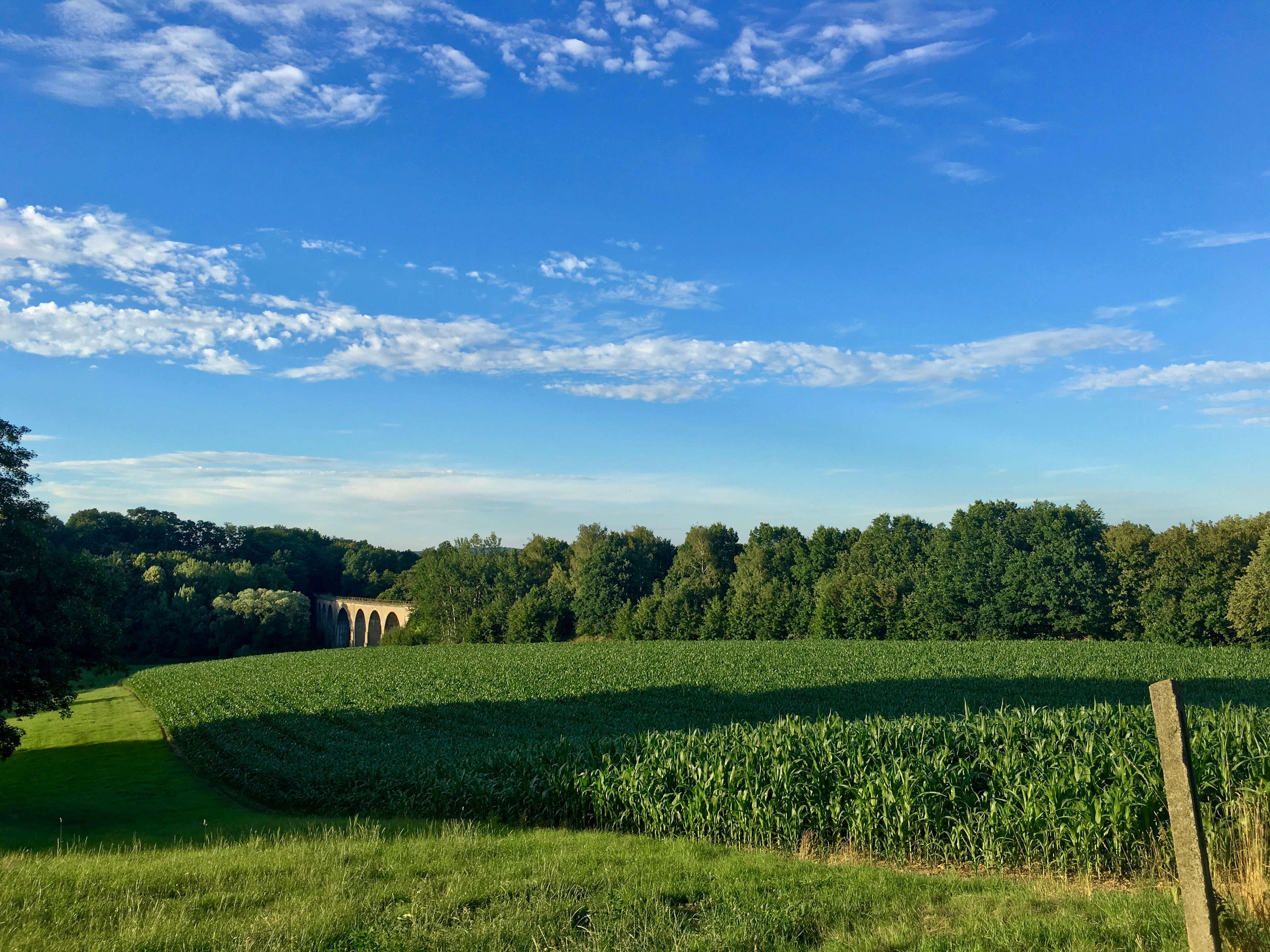
Eisenbahnviadukt Gröditz

## Verkehr
Von dem seit dem Mittelalter südlich vorbeiführenden Fernhandelsweg, der „Hohen Straße“, hier auch als „Via Regia Lusatiae Superioris“ bekannt, konnte das Landstädtchen nur begrenzt profitieren, da den Kaufleuten gemäß den sogenannten Stapelrechten ihre Handelsaufenthalte zugewiesen waren. Nach dem Wiener Kongress von 1815 verlor Weißenberg mit der Abtretung eines Teiles der Oberlausitz an Preußen für einige Jahrzehnte den freien Zugang zu seinem nördlichen Hinterland. Auch die überregional bedeutsame Straße in Richtung Reichenbach wurde bedeutungslos. Der Ost-West-Verkehr zwischen Bautzen und Görlitz verlagerte sich auf die Chaussee durch Löbau (heute ein Teil der Bundesstraße 6).
In den 1920er Jahren begann in Deutschland die Planung für ein spezielles Autostraßennetz. Zwischen Sachsen und Schlesien konnte auf der jetzigen Bundesautobahn 4 von Dresden her der durchgehende Verkehr noch am 1. Juli 1940 bis Weißenberg aufgenommen werden, bevor durch den Zweiten Weltkrieg der Weiterbau in Richtung Osten zum Erliegen kam. Erst 1996 wurden die Arbeiten wieder aufgenommen und erreichten 1999 die polnische Grenze an der Neiße. Seit 1997 gibt es an der Anschlussstelle Weißenberg eine Autobahnmeisterei der Niederlassung Ost.
Die 1847 eröffnete Sächsisch-Schlesische Eisenbahn zwischen Dresden und Görlitz inspirierte zu weitreichenden Vorstellungen für künftige Bahnstrecken in der Oberlausitz. Doch scheiterten diese häufig auch an preußisch-sächsischen Gegensätzen; manche sprachen sogar vom „Preußisch-Sächsischen Eisenbahnkrieg“. Erfolgreich waren jedoch die Bemühungen um eine normalspurige Staatsbahn von Löbau nach Weißenberg, die sich nach ihrer Eröffnung am 1. August 1895 schon im darauffolgenden Jahr beim Kaisermanöver bewähren sollte. Bis 1906 wurde sie zur Bahnstrecke Löbau–Radibor verlängert und erreichte in Radibor die schon 1890 eröffnete Bahnstrecke Bautzen–Königswartha.
Neben den beiden Bahnsteigen für Weißenberg (Sachs) gab es östlich der Ladestraße noch den Bahnsteig Weißenberg Süd für die Bahnstrecke Görlitz–Weißenberg. Die schon 1905 bis Tetta-Krischa (heute Buchholz) eröffnete Görlitzer Kreisbahn wurde ursprünglich privat betrieben und durfte somit nicht direkt in den sächsischen Staatsbahnhof eingebunden werden. Erst mit der separaten Lösung konnte am 14. Dezember 1913 schließlich auch der letzte, die sächsisch-preußische Grenze überquerende Teil übergeben werden. Auf den letzten Kilometern führten die Gleise der von Löbau und Görlitz kommenden Strecken parallel zum Bahnhof. Ein Verbindungsgleis wurde regulär nur für Güterwagen genutzt.
Die Wirtschaftlichkeit beider Nebenbahnen war auf die Dauer aber zu gering. 1972 wurden der durchgehende Reise- und Güterverkehr eingestellt und danach alle Gleise in Weißenberg abgebaut. Heute ist die Stadt durch Busse mehrmals täglich direkt mit Bautzen, Görlitz, Löbau und Niesky verbunden.

## Persönlichkeiten

### Söhne und Töchter der Stadt
- Hans von Breßler (1801–1865), Majoratsbesitzer und Freimaurer
- Alfred zu Solms-Sonnenwalde (1810–1870), preußischer Standesherr und Politiker, geboren in Kotitz
- Viktor Christian Konstantin von Solms-Sonnenwalde (1815–1890), preußischer Landrat, geboren in Kotitz
- Ernst von Heynitz (1840–1912), Gutsbesitzer, Rechtsritter des Johanniterordens, Farmer, Organisator der Krankenpflege der Schutztruppe in Deutsch-Südwestafrika, geboren im örtlichen Gut
- Ellie von Bleichröder (1894–1989), Enkelin des Bankiers Baron Gerson von Bleichröder und eine prominente Insassin des KZ Theresienstadt,[17] geboren in Drehsa
- Pawoł Nedo, deutsch Paul Nedo (1908–1984), sorbischer Pädagoge und Ethnologe, Vorsitzender der Domowina
- Měrćin Nowak-Njechorński (1900–1990), sorbischer Maler, Grafiker, Publizist und Schriftsteller
- Johannes Stupka (1915–1980), Ökonom
- Jürgen W. Schmidt (1958), Historiker

### Personen mit Bezug zur Stadt
- Jan Kilian (1811–1884), Pfarrer in Kotitz und Anführer von über 500 sorbischen Auswanderern
- Benno von Heynitz (1924–2010), Widerstandskämpfer und Jurist, Initiator des Bautzen-Komitee e. V. und der Gedenkstätte Bautzen